# Эфиопский дрозд
Эфиопский дрозд (лат. Turdus abyssinicus) — вид воробьиных птиц из семейства дроздовых (Turdidae). Выделяют 6 подвидов. В 2010 выделен в отдельный вид из капского дрозда (Turdus olivaceus) из-за обнаруженных генетических различий. 

## Описание

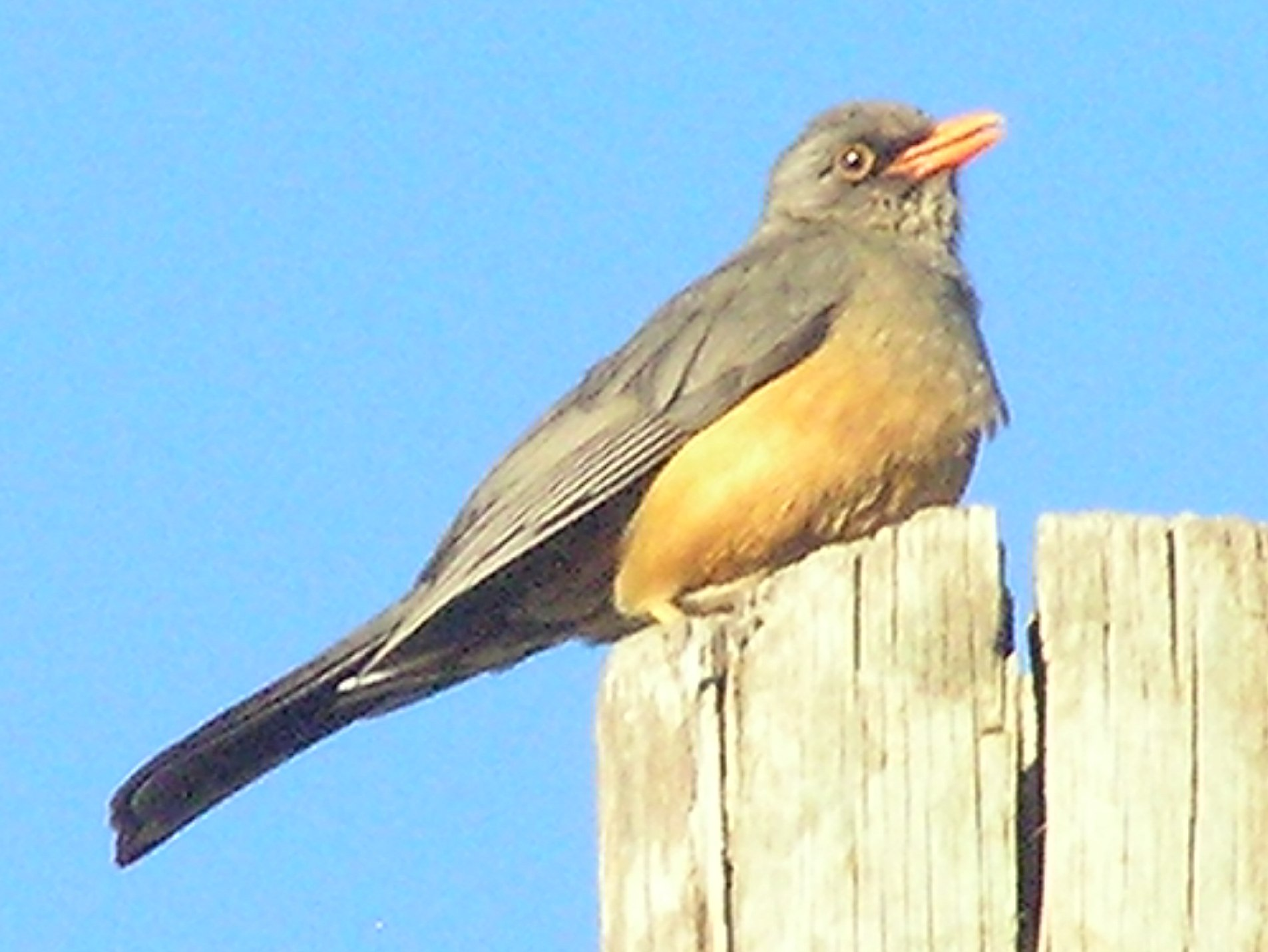
В Дэбрэ-Бырхане, Эфиопия

Длина птицы 22 см. Клюв оранжевый. На больших высотах над уровнем моря птицы в целом темнее.

## Распространение и поведение
Встречаются на нагорьях Восточной Африки от Южного Судана до северной части Мозамбика. Ареал включает и страны Африканского Рога, встречаются птицы и в северо-восточной Замбии, и в Малави. Живут в лесах, на плантациях, в парках, садах.
Эфиопский дрозд — типичный представитель своего рода, но его биология остается недостаточно изученной, так как раньше он считался подвидом капского дрозда (Turdus olivaceus).